# Irwin County
Irwin County är ett administrativt område i delstaten Georgia, USA, med 9 538 invånare. Den administrativa huvudorten (county seat) är Ocilla. 

## Geografi
Enligt United States Census Bureau har countyt en total area på 939 km² varav 924 km² land och 15 km² vatten.

### Angränsande countyn
- Ben Hill County - nord
- Coffee County - öst
- Berrien County - syd
- Tift County - sydväst
- Turner County - nordväst